# Junonia coenia
Junonia coenia je druh motýla z čeledi babočkovití vyskytujícího se na jihu Spojených států a velké části Mexika.

## Popis

### Vajíčka
Vajíčka tohoto druhu jsou zbarvena tmavě zeleně.

### Larva

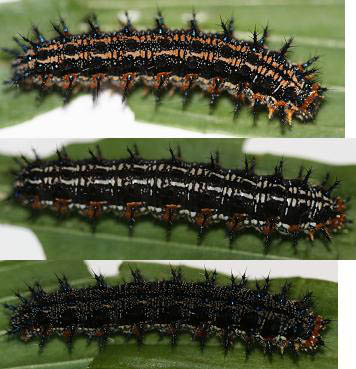
Různé vzhledy larev

Larva je téměř celá černá se dvěma řadami oranžových skvrn, které se táhnou podél hřbetu. Po bocích jsou dvě řady světle oranžových skvrn. Larva má velké množství modročerných ostnů. Hlava je černá s oranžovou skvrnou a dvěma krátkými černými ostny. Mezi rostliny, kterými se larvy živí, patří například rody jitrocel, lnice, hledík nebo rozchodník.

### Kukla

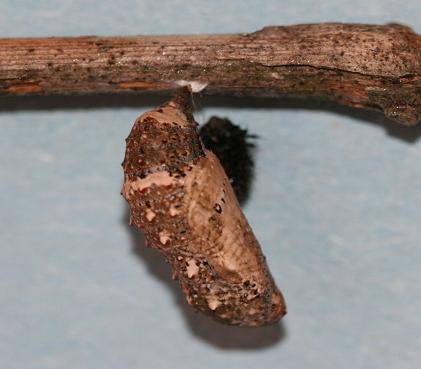
Kukla

Zbarvení kukly se může lišit, a to od světlé barvy s hnědooranžovými skvrnami až po úplně černou.

### Dospělec

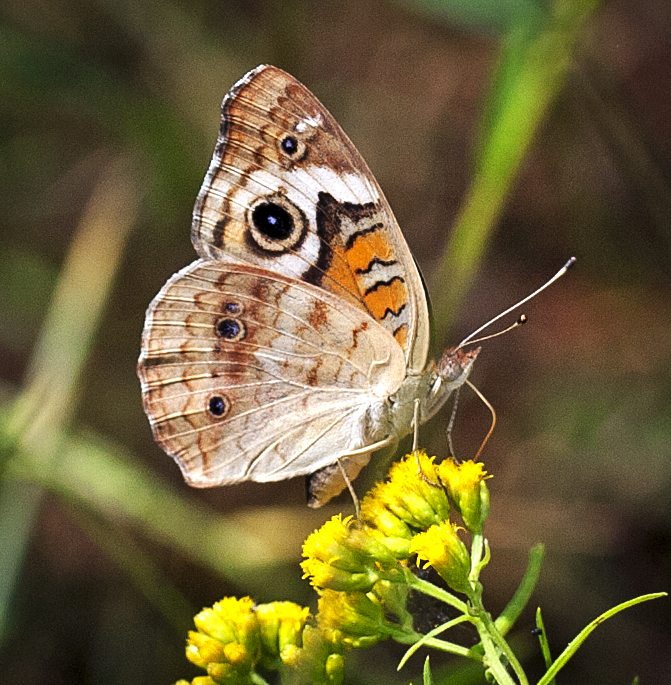
Spodní strana křídel

Dospělec má hnědá křídla se třemi skvrnami, jedna je na horním křídle a dvě na zadním. Na předním křídle jsou pro tento druh typické oranžové pruhy. Na zadním křídle mají velkou skvrnu ve tvaru oka, která je načervenalá až fialová. Rozpětí křídel se pohybuje přibližně v rozmezí 4,2–7 cm. Junonia coenia se vyskytuje ve dvou formách, a to v letní a v zimní. Letní forma (v období dešťů) má světle hnědá křídla, zatímco zimní forma (v období sucha) má hnědočervená křídla.

## Výskyt
Junonia coenia preferuje otevřená stanoviště, suchá pole, vyskytuje se také podél okrajů silnic a stezek. Přirozeně se vyskytuje na jihu Kanady východně od Saskatchewanu a v celých Spojených státech s výjimkou Montany, Idaha, Washingtonu a západního Wyomingu. Jeho výskyt dále sahá na jih a na východ k Bermudám, Bahamám a Kubě. Kromě jižní části Baja California se vyskytuje také v téměř celému Mexiku.

## Poddruhy
Mezi poddruhy se dříve řadil poddruh J. c. ssp. grisea, dnes jde o samostatný druh Junonia grisea. Mezi uznávané poddruhy tedy patří:
- J. c. ssp. bergi
- J. c. ssp. coenia - nominátní poddruh